# Henry Plumb
Charles Henry Plumb, barón Plumb (Warwickshire, 27 de marzo de 1925-15 de abril de 2022) fue un político británico, eurodiputado por el Partido Conservador, parte en aquel entonces de Demócratas Europeos.

## Biografía
Fue presidente del Parlamento Europeo en el periodo comprendido entre el 20 de enero de 1987 y el 24 de julio de 1989, cuando Enrique Barón, del Partido Socialista Europeo, le sucedió en el cargo.
Líder de los campesinos ingleses, fue presidente de la National Farmers Union entre 1970 y 1979, año en que fue elegido eurodiputado. Permaneció en el Parlamento Europeo un total de veinte años. El 6 de abril de 1987 se le otorgó el par vitalicio de Barón Plumb de Colleshill, en Warwickshire. 